# She Knew What She Wanted
She Knew What She Wanted é um filme de comédia musical produzido no Reino Unido e lançado em 1936. Foi baseado na peça musical Funny Face.